# Zehneria peneyana
Zehneria peneyana là một loài thực vật có hoa trong họ Cucurbitaceae. Loài này được (Naudin) Schweinf. & Asch. miêu tả khoa học đầu tiên năm 1867.